# 独占的競争

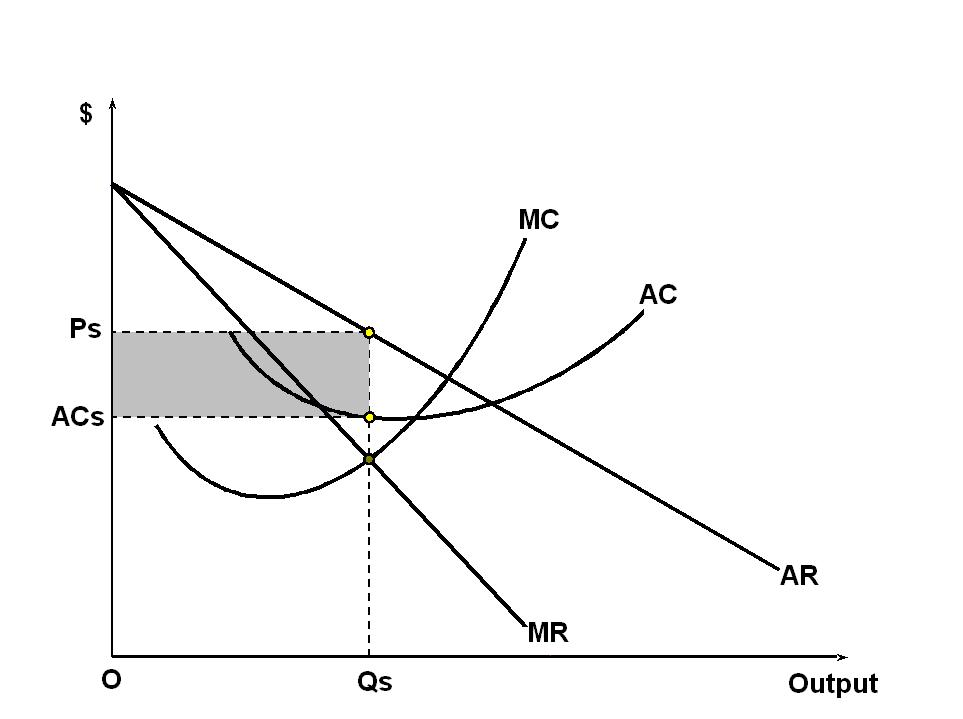
独占的競争市場における短期均衡。企業は限界収入（MR）が限界費用（MC）に等しい点で生産を行い、利潤を最大化している。企業は平均収入曲線（AR）に基づいて価格を設定する。企業の平均収入と平均費用の差に数量（Qs）を掛けたものが総利潤となる。

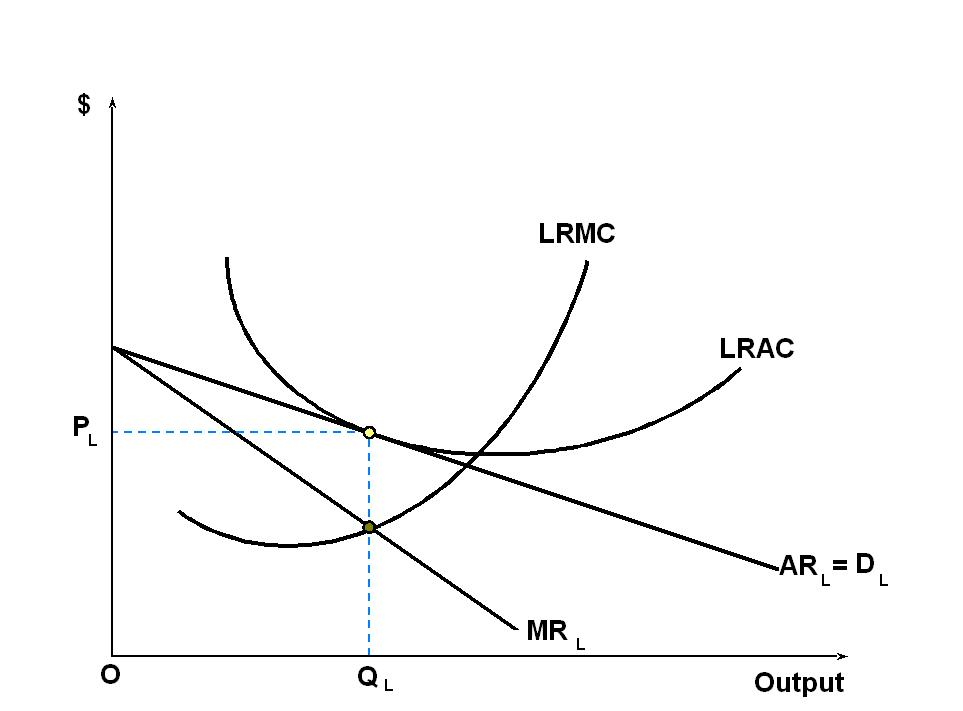
独占的競争市場における長期均衡。企業はやはり限界収入が限界費用に等しい点で生産を行う。しかし、他の企業が市場に参入してきたことで競争が激しくなり、需要曲線（AR）がシフトしている。したがって限界収入（MR）もシフトしている。企業が設定する価格は平均費用に等しくなり、利潤がゼロとなる。

独占的競争（どくせんてききょうそう、英：Monopolistic competition）は、市場に多くの企業が存在し互いに競争をしているが、個々の企業が差別化財を生産しているためある程度の独占力を持ち、競争が不完全である状況のこと。

## 概要
独占的競争市場は、市場の多くの企業が存在するという点で完全競争市場に近く、個々の企業がある程度の独占力を持つという意味で独占市場に近い。完全競争市場と独占市場の間に定義できる概念である。完全競争市場と独占市場の間に定義できる市場に寡占市場、複占市場があるが、これらの市場では企業の数は2社のみだったり、数社にとどまる。独占的競争市場には完全競争市場のように「多くの」企業が存在するので、寡占や複占とは異なる。独占的競争市場では、個々の企業は他の企業が設定する価格を所与とする。つまり、自社の価格が他の企業の価格に影響して自分の企業に影響する効果は無視する。

## 例
独占的競争市場の例としては、異なったデザインの衣類を生産する企業がたくさん存在する衣類産業、異なった味の食品を販売する店舗が多く存在する食品産業などが挙げられる。メーカーのブランド戦略によって消費者の視点からは異なった商品として認識されるスポーツ用品の市場、個々の企業が性能やデザインに差別化を施している自動車の市場も独占的競争市場と解釈できる。

## 萌芽と応用
『独占的競争市場の理論』（Theory of Monopolistic Competition）という題目の本を書いたエドワード・チェンバリンが、独占的競争の概念の生みの親とされる。『不完全競争の経済学』（The Economics of Imperfect Competition）という題目の本を執筆したジョーン・ロビンソンも、完全競争でも不完全競争でもない概念として、独占的競争市場と近い概念を提示している。
理論的には、独占的競争市場はCES型効用関数を仮定することで表現できる。アビナッシュ・ディキシットとジョセフ・E・スティグリッツは、独占的競争市場の概念を応用してディキシット＝スティグリッツ・モデルを開発した。そのモデルは新貿易理論、新々貿易理論、経済地理、マクロ経済学の分野で用いられている。

## 特徴
独占的競争市場は以下のような特徴を持つ。
1. 市場に多くの生産者（企業）と多くの消費者が存在し、市場価格に影響する経済主体が存在しない。
2. 企業は自分の行動が他の企業の行動に影響しないという前提の下で行動している。
3. 企業は価格を決定することができる（価格は所与ではない）。
4. 企業は利潤を最大化する。
5. 需要曲線と供給曲線の変動に不確実性はない。
6. ある企業の意思決定の変化は、他の企業に均等に影響する。したがって企業間で戦略的な競争は起こらない。
7. 市場への参入・退出の自由があるとき、長期均衡では個々の企業の利潤はゼロとなる。
8. 個々の企業が宣伝広告費を支払うモデルも存在するが、すべての独占的競争市場モデルで宣伝広告費が存在するわけではない。

| 市場構造   | 企業の数 | 独占力     | 需要の弾力性         | 財の差別化                    | 正の利潤                  | 効率性 | 利潤最大化条件 | 価格決定力       |
| ---------- | -------- | ---------- | -------------------- | ----------------------------- | ------------------------- | ------ | -------------- | ---------------- |
| 完全競争   | 多数     | ない       | 完全に弾力的         | ない                          | 短期ではある/長期ではない | ある   | P=MR=MC        | 価格を所与とする |
| 独占的競争 | 多数     | 低いがある | 長期では非常に弾力的 | ある                          | 短期ではある/長期ではない | ない   | MR=MC          | 価格を決定する   |
| 独占       | 1社      | ある       | 比較的非弾力的       | 1社しか存在しないので定義不可 | ある                      | ない   | MR=MC          | 価格を決定する   |

## 非効率性
独占的競争市場には非効率性が生じる理由が少なくとも2つある。1つ目は、最適生産量において、企業が限界費用を上回る価格を設定することである。企業は、限界収益と限界費用が等しいときに利潤を最大化する。企業の需要曲線は右下がりであるため、限界費用を上回る価格を設定することになる。企業が独占力を持つということは、利潤を最大化する生産量では、消費者 (および生産者) の余剰が完全競争市場のそれに比べて小さくなることを意味する。
非効率性が発生するの2つ目の要因は、企業の生産量が過少になることである。企業の利潤最大化生産量が、平均費用を最小化する生産量を下回っていることからわかる。独占的競争市場下の企業も完全競争市場下の企業も、価格が平均費用に等しくなる点で生産量が決まる。完全競争の場合、完全に弾力性のある（Perfectly elasticな）需要曲線が最小平均費用に等しい場合にこの状態になる。独占的競争市場の需要曲線は、右下がりである。したがって、需要曲線は、最小値の左側で長期平均費用曲線に接する。その結果、生産量が過少になる。